# دن گراهام
دن گراهام (انگلیسی: Dan Graham; ۳۱ مارس ۱۹۴۲ – ۱۹ فوریهٔ ۲۰۲۲) هنرمند، مجسمه‌ساز، معمار، روزنامه‌نگار، و عکاس اهل ایالات متحده آمریکا بود.  علاوه بر آثار بصری خود، مجموعه‌ای از نوشته‌های انتقادی و نظری را منتشر کرد که شامل مقالات تئوری هنر، نقدهای موسیقی راک، نقاشی‌های دوایت دی. آیزنهاور و نمایش تلویزیونی دین مارتین بود. هنر اولیه‌اش بر پایه مجله بود، اما بعدها با هنر مفهومی نیز مشهور شد. کارهای بعدی او به ترکیب عکاسی، ویدئو، هنر اجرا، سازه‌های هنری نصب شیشه و آینه و تلویزیون مدار بسته بود. او در شهر نیویورک زندگی و کار می‌کرد.